# Mirosław Dłużniewski

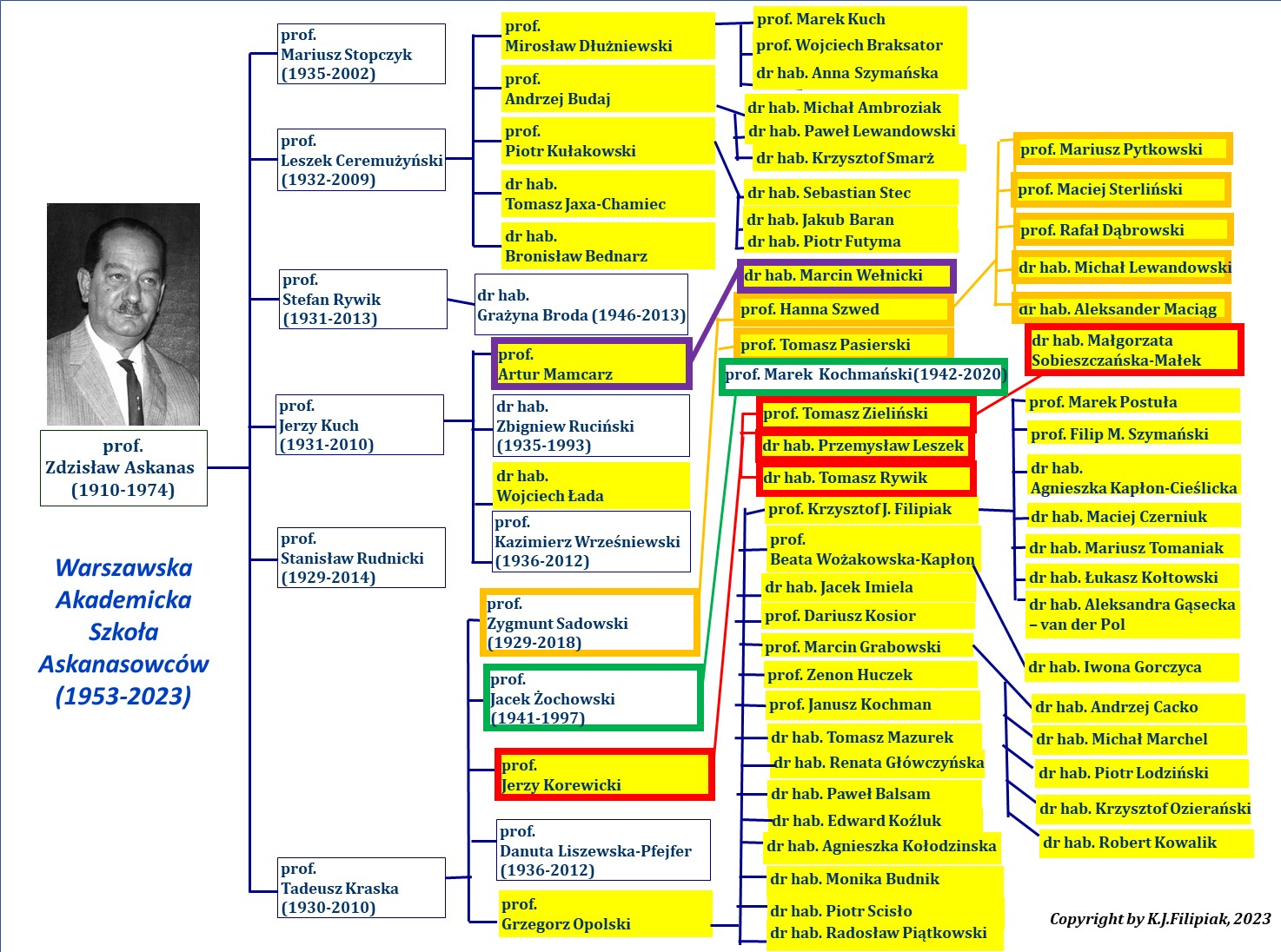
Drzewo genealogiczne przedstawicieli Warszawskiej Akademickiej Szkoły Kardiologii, do której się zalicza się prof. Mirosław Dłużniewski

Mirosław Wiesław Dłużniewski (ur. 18 lutego 1950 w Garwolinie) – polski lekarz, kardiolog, profesor nauk medycznych, nauczyciel akademicki Warszawskiego Uniwersytetu Medycznego. Kontynuator Warszawskiej Akademickiej Szkoły Kardiologii, wywodzącej się od prof. Zdzisława Askanasa (tzw. Szkoły Askanasa).

## Życiorys
Ukończył studia lekarskie na Akademii Medycznej w Warszawie. Został współpracownikiem prof. Zdzisława Askanasa, pod którego kierunkiem uzyskał stopień naukowy doktora nauk medycznych (1981). W 1986 otrzymał stopień naukowy doktora habilitowanego nauk medycznych. Tytuł naukowy profesora nauk medycznych uzyskał w 1995.
Został profesorem zwyczajnym Warszawskiego Uniwersytetu Medycznego.
W 1977 uzyskał I stopień specjalizacji w zakresie chorób wewnętrznych, w 1980 II stopień specjalizacji w zakresie chorób wewnętrznych, w 1986 specjalizację z kardiologii. W latach 1974–1992 pracował w Szpitalu Grochowskim, od 1992 w Szpitalu Bródnowskim.
Pod jego kierunkiem stopień naukowy doktora nauk medycznych uzyskali m.in. Marek Kuch i Wojciech Braksator.
Został wybrany prezesem Polskiego Towarzystwa Kardiologicznego, lecz w 2005 złożył rezygnację z tej funkcji.